# Liste der Baudenkmäler in Aachen-Haaren
Die Liste der Baudenkmäler in Aachen-Haaren enthält die denkmalgeschützten Bauwerke auf dem Gebiet des Stadtbezirks Aachen-Haaren in Nordrhein-Westfalen (Stand: 27. September 2016). Diese Baudenkmäler sind in der Denkmalliste der Stadt Aachen eingetragen; Grundlage für die Aufnahme ist das Denkmalschutzgesetz Nordrhein-Westfalen (DSchG NRW).

## Denkmäler
Diese Teilliste der Liste der Baudenkmäler in Aachen umfasst alphabetisch nach Straßennamen sortiert die Baudenkmäler auf dem Gebiet der 1972 nach Aachen eingemeindeten Gemeinde Haaren, heute Aachener Gemarkung und Stadtbezirk Haaren.
| Bild                               | Bezeichnung                        | Lage                                      | Beschreibung | Bauzeit                                           | Eingetragen seit | Denkmal- nummer |
| ---------------------------------- | ---------------------------------- | ----------------------------------------- | --- | ------------------------------------------------- | ---------------- | --------------- |
| Wohnhaus                           | Wohnhaus                           | Alt-Haarener Straße 9 Karte               | 3-geschossiges Backsteinhaus, Türgewände und Fensterbänke in Blaustein, Toreinfahrt mit 2 Blausteinpfeilern | Mitte 19. Jh.                                     | 21.04.1983       | 1572            |
| Wohnhaus (Teile)                   | Wohnhaus (Teile)                   | Alt-Haarener Straße 16 Karte              | 2-geschossiges Backsteinhaus mit rundbogiger Toreinfahrt. Im Erdgeschoss Blaustein-Einfassungen, im Obergeschoss Holzblockrahmen. | um 1800                                           | 05.02.1987       | 3283            |
| ehem. Brauerei Klinkenberg         | ehem. Brauerei Klinkenberg         | Alt-Haarener Straße 66 Karte              | Backsteinhaus mit korbbogiger Hofeinfahrt | 1819                                              | 12.01.1983       | 951             |
| ehem. Zehnthof                     | ehem. Zehnthof                     | Alt-Haarener Straße 83 Karte              | Backsteingiebelbau mit rundbogigem Laubengang, Krüppelwalmdach; linksseitig Traufenanbau | 17. bis 18. Jh.                                   | 29.11.1982       | 889             |
| Wohnhaus                           | Wohnhaus                           | Alt-Haarener Straße 99 Karte              | 2-geschossiger Bau mit Toreinfahrt. Türrahmung mit Blaustein. | Anfang 19. Jh.                                    | 27.04.1983       | 1604            |
| Wohnhaus und Wirtschaftsflügel     | Wohnhaus und Wirtschaftsflügel     | Alt-Haarener Straße 114 Karte             | 2-geschossiges Backsteinhaus, Fenster mit Blausteingewände, rundbogige Toreinfahrt. Dahinter liegender Wirtschaftsflügel mit Stallungen im Erdgeschoss und Scheune, ursprüngliche Binderkonstruktion aus Eiche.                                                                                   | 1668                                              | 21.10.1986       | 3229            |
| Ehemaliges Bezirksamt und Wohnhaus | Ehemaliges Bezirksamt und Wohnhaus | Alt-Haarener Straße 139-141 Karte         | Ursprünglich als Gewerbebank errichtet, 1949 umgestaltet zum Bezirksamt. 3-geschossige Fassade in 7 Achsen. Innen Arbeitszimmer im Erdgeschoss, großer Sitzungssaal im Obergeschoss. Eingangs- und Treppenhausbereich in der Ausstattung von 1949.                                                | Ende 19. Jh.                                      | 14.09.2016       | 3608            |
| Wohnhäuser                         | Wohnhäuser                         | Alt-Haarener Straße 171, 173 Karte        | 2-geschossige Backsteinhäuser mit Rundbogenöffnungen | Anfang 19. Jh.                                    |                  | 960, 943        |
| Wohnhaus                           | Wohnhaus                           | Alt-Haarener Straße 231 Karte             | Ehemaliger Pavillon des Herrenhauses „Im Sack“. Eingeschossiges Mansardenhaus mit Walmdach und zweigeschossigem Anbau (ehemaliger Stall). | 18. Jh.                                           | 10.05.1985       | 3431            |
| Wohnhaus                           | Wohnhaus                           | Alt-Haarener Straße 235 Karte             | Ehemaliges Herrenhaus „Im Sack“. Zweigeschossiges weiß geschlämmtes Backsteingebäude in neun Achsen mit Toreinfahrt in dritter Achse von rechts, Blausteinfassungen. | 18. Jh.                                           | 10.05.1984       | 2703            |
| weitere Bilder                     | Gut Überhaaren                     | Auf der Hüls 61–63 Karte                  | erste Erwähnungen im 13. Jh.; heute eine Wohnanlage; vierflügeliger weiß geschlämmter Hof vorwiegend in Backstein; Wohnahsu zweigeschossig und mit Walmdach im älteren Teil und Krüppelwalmdach im jüngeren Teil; Obergeschoss mit Holzblockfenster, Datumsinschrift am Haus mit 1692             | 1692                                              | 08.01.1985       | 3137            |
| Wohnhaus (Teile)                   | Wohnhaus (Teile)                   | Endstraße 25–27 Karte                     | 2-geschossige Backsteingebäude, Nr. 27 erweitert durch ehemaliges Stallgebäude | 18.–19. Jh.                                       | 20.02.1984       | 2124            |
| ehemaliger Gracht-Hof              | ehemaliger Gracht-Hof              | Endstraße 45 Karte                        | 3-flügeliger Backsteinhof (unter Denkmalschutz nur die straßenseitige Fassade und die Hoffassade) | 18. Jh.                                           | 17.04.1984       | 2125            |
| Friedenskapelle                    | Friedenskapelle                    | Friedensweg Karte                         | gestiftet vom Bäckermeister Karl Josef Ströter und erbaut nach Plänen des Haarener Architekten Paul Stollmann | 1969                                              | 07.12.2009       | 3569            |
| weitere Bilder                     | St. Germanus                       | Germanusstraße Karte                      | Neugotische Backsteinbasilika, erbaut 1889–1892 nach Plänen des Kreisbaumeisters Heinrich van Kann, nach Kriegszerstörung Wiederaufbau 1948 durch Paul Stollmann; 1980 Grundrenovierung durch Matthias Kleuters. Der Taufstein stammt aus der ehemaligen Germanuskapelle aus dem 16. Jahrhundert. | 1892                                              | 17.09.1986       | 3249            |
| ehemal. Schule                     | ehemal. Schule                     | Germanusstraße 32–34 Karte                | 2-geschossiger Backsteinbau, 1867–1868 als Schulgebäude errichtet, 2014 grundsaniert. | 1868                                              | 22.08.1984       | 3008            |
| ehemal. Schule                     | ehemal. Schule                     | Germanusstraße 36–38 Karte                | 3-geschossiger Backsteinbau, 1892 als Erweiterung der Schule gebaut. Heute als Wohnhaus genutzt. | 1892                                              | 08.12.2004       | 3498            |
| Gebäude                            | Gebäude                            | Germanusstraße 40 Karte                   | Pfarrhaus; zweigeschossiges Wohnhaus, mit horizontalen Bändern gegliedert, 1990 umgebaut mit eingeschossigem Anbau für die Pfarrverwaltung. | 1846                                              | 03.02.1983       | 1018            |
| weitere Bilder                     | "Kahlgrachtmühle"                  | Kahlgrachtstraße 54 Karte                 | Ersterwähnung um 1453 als Mahlmühle; Mitte 16. Jh. bis 1670 Kupfermühle, schließlich bis 1944 wieder Mahlmühle. Vierflügelige zweigeschossige weiß geschlämmte Anlage in Bruchstein, Ergänzungen in Backstein, rückwärtig jüngere Anbauten                                                        | Kern 17. Jahrh., Umbauten 19. Jh.                 | 04.05.1983       | 1618            |
| "Strangenhäuschen" (Teile)         | "Strangenhäuschen" (Teile)         | Krefelder Straße 276 Karte                | Ehemaliges Hotel und Restaurant. Spitzwinkliges Gebäude mit abgerundeter Ecke, 2-geschossig. Erbaut in der 2. Hälfte des 19. Jahrhunderts, Kern 18. Jahrhundert. Verputzt mit historisierenden Jugendstil-Schmuckformen.                                                                          | 2. Hälfte 19. Jh.                                 | 24.01.1985       | 3150            |
| weitere Bilder                     | Jüdischer Friedhof Haaren          | Kreuzstraße Karte                         | Infolge der Novemberpogrome 1938 stillgelegt und völlig zerstört. 1997 wurde wiedergefundene Grabsteine und Bruchstücke zu einer Gedenkwand zusammengefügt. | 1838                                              | 21.08.1998       | 3408            |
| weitere Bilder                     | "Welsche Mühle"                    | Mühlenstraße 19 Karte                     | ehemalige Kornmühle; Ersterwähnung 1424; 1830 Farbholzmühle; vierflügeliger Hof mit zweigeschossigem und dreiachsigem Mühlengebäude, Mühlrad noch erhalten; weitere Gebäudeteile zum Teil erneuert, Torbogige Tordurchfahrt an der Grundstücksecke; ab 1974 umfassend restauriert                 | Kern 16. Jahrh., Umbau 18. Jahrh., Sanierung 1974 | 27.09.1983       | 2307            |
| Gut Knapp                          | Gut Knapp                          | Verlautenheidener Straße 45 Karte         | 3-flügeliger Bruchsteinhof mit Toreinfahrt, Gewände in Blaustein | 18. Jahrh.                                        | 05.08.1983       | 1472            |
| Wohnhaus                           | Wohnhaus                           | Verlautenheidener Straße 53 Karte         | Backsteingebäude mit Blausteingewänden, Teil einer ehemaligen Hofanlage | 18. Jahrh.                                        | 02.07.1990       | 3351            |
| Wohnhaus                           | Wohnhaus                           | Verlautenheidener Straße 60 Karte         | Backsteingebäude mit Blausteingewänden und Toreinfahrt, Teil einer ehemaligen Hofanlage | 1864                                              | 03.03.18983      | 1273            |
| Wohnhaus (Teile)                   | Wohnhaus (Teile)                   | Verlautenheidener Straße 61–63 Karte      | Ehemaliger 3-flügeliger Bauernhof, jetzt Wohnhaus. Bruchsteingebäude mit Blausteingewänden. 1992 umgebaut. | 18./19. Jahrh.                                    | 27.04.1983       | 1652            |
| Telefonhäuschen FeH 78             | Telefonhäuschen FeH 78             | Würselener Str. / Alt-Haarener-Str. Karte | Telefonzelle der Baureihe FeH 78, laut Eintragungsblatt ehemals den öffentlichen Raum und den gesellschaftlichen Alltag prägend | 1990                                              | 17.05.2018       | 3617            |
| Denkmal                            | Denkmal                            | Würselener Str. / Alt-Haarener-Str. Karte | Denkmal für die Opfer des 1. Weltkrieges aus den Haarener Vereinen, aufgestellt von den Haarener Vereinen. Bimsstein, verputzt, mit 6 Blausteinplatten mit den Namen der Gefallenen (inzwischen verblichen)                                                                                       | 1922                                              |                  | 3631            |

## Ehemalige Denkmäler
| Bild      | Bezeichnung | Lage               | Beschreibung | Bauzeit     | Eingetragen seit | Denkmal- nummer |
| --------- | ----------- | ------------------ | --- | ----------- | ---------------- | --------------- |
| Hofanlage | Hofanlage   | Endstraße 49 Karte | Wohnhaus, Hofmauer und Tordurchfahrt waren in den 2010er Jahren verfallen und sind seit etwa 2020 komplett abgerissen | 17./18. Jh. |                  |                 |